# The Blessed Hellride
The Blessed Hellride – piąty album amerykańskiego zespołu heavymetalowego Black Label Society, wydany w 2003 roku przez wytwórnię Spitfire Records. Nagrania dotarły do 50. miejsca zestawienia Billboard 200 w Stanach Zjednoczonych sprzedając się w nakładzie 20 tys. egzemplarzy w przeciągu tygodnia od dnia premiery.
Drugi utwór z tego albumu ("Doomsday Jesus") po zmianie tekstu został umieszczony w ścieżce dźwiękowej gry komputerowej MTX: Mototrax.

## Twórcy
- Zakk Wylde – śpiew, gitara, gitara basowa, fortepian
- Craig Nunenmacher – perkusja
- Ozzy Osbourne – śpiew (gościnnie w utworze "Stillborn")

## Lista utworów
1. "Stoned and Drunk" – 5:02
2. "Doomsday Jesus" – 3:30
3. "Stillborn" – 3:15
4. "Suffering Overdue" – 4:29
5. "The Blessed Hellride" – 4:32
6. "Funeral Bell" – 4:41
7. "Final Solution" – 4:04
8. "Destruction Overdrive" – 3:01
9. "Blackened Waters" – 3:56
10. "We Live No More" – 4:02
11. "Dead Meadow" – 4:30
12. "F.U.N." (utwór dodatkowy na japońskiej wersji albumu) – 2:58